# Sam Jones
Samuel "Sam" Jones (født 12. november 1924 i Jacksonville, Florida - død 15. december 1981 i New York City, New York, USA) var en amerikansk bassist, cellist og komponist.
Jones er nok mest kendt for sit medlemskab af Cannonball Adderleys kvintet (1957-1975). Han kom til New York i (1954), hvor han spillede med Bobby Timmons, Kenny Dorham, Illinois Jacquet, Freddie Hubbard, Dizzy Gillespie og Thelonius Monk. Spillede med Oscar Peterson (1966-1970), og spillede også med Cedar Walton, og med Bill Evans i 1950´erne. Han har også indspillet og spillet med Kenny Dorham, Red Garland, Art Farmer, Chet Baker, Tina Brooks, Kenny Burrell, Donald Byrd, Dexter Gordon, Johnny Griffin, J.J. Johnson, Milt Jackson, Hank Jones, Yusef Lateef, Wynton Kelly, Harold Land, Wes Montgomery, Blue Mitchell, Bud Powell, Sonny Stitt, Philly Joe Jones, Jo Jones, Clark Terry, Clifford Jordan, Louis Hayes, Joe Zawinul etc. Jones kompositioner tæller til jazzens standard repertoire, f.eks. numre som "Unit 7" og "Del Sasser". Han var højt værdsat og elsket af musikere som Joe Zawinul og vores egen danske bassist NHØP. Jones døde af Lungekræft d. 15 september 1981.

## Som Leder
- The Soul Society (Riverside) (1960)
- The Chant (Riverside) (1961)
- Down Home (Riverside)(1962)
- Seven Minds (East Wind)(1974)
- Cello Again (Xanadu) 1976)
- Double Bass (SteepleChase) – med Niels-Henning Ørsted Pedersen (1976)
- Changes & Things (Xanadu) (1977)
- Something in Common (Muse) (1977)
- Visitation (SteepleChase) (1978)
- Groovin' High (Muse) (1979)
- The Bassist! (Interplay) – med Keith Copeland, Kenny Barron (1979)
- Something New (Interplay) (1979)
- Right Down Front: The Riverside Collection (Original Jazz Classics) (1988) - opsamlingsplade

## Diskografi med Cannonball Adderley
- Sophisticated Swing (1957)
- Cannonball Enroute (1957)
- Cannonball's Sharpshooters (1958)
- Somethin' Else (1958)
- Portrait of Cannonball by Cannonball Adderley (1959)
- The Cannonball Adderley Quintet in San Francisco (1959)
- Them Dirty Blues by Cannonball Adderley (1960)
- The Cannonball Adderley Quintet at the Lighthouse (1960)
- African Waltz (1961)
- The Cannonball Adderley Quintet Plus (1961)
- Nancy Wilson and Cannonball Adderley (1961)
- The Cannonball Adderley Sextet in New York (1962)
- Cannonball in Europe! (1962)
- Jazz Workshop Revisited (1962)
- Autumn Leaves (1963)
- Nippon Soul (1963)
- The Sextet (Milestone, (1962-63)
- Cannonball Adderley Live! (1964)
- Live Session! (1964)
- Cannonball Adderley's Fiddler on the Roof (1964)
- Domination (1965–70)
- Phenix (1975)

## Diskografi med Oscar Peterson
- Blues Etude (1966) - med Oscar Peterson
- Soul Espanol (1966) - med Oscar Peterson
- The Way I Really Play (1968) - med Oscar Peterson
- Mellow Mood (1968) - med Oscar Peterson
- Travelin' On (1968) - med Oscar Peterson
- Hello Herbie (1969) - med Oscar Peterson
- Tristeza on Piano (1970) - med Oscar Peterson

## Udvalgt Diskografi som Sideman
- The Ebullient Mr. Gillespie (1959) - med Dizzy Gillespie
- Have Trumpet, Will Excite! (1959) - med Dizzy Gillespie
- Soulmates (1963) - med Ben Webster og Joe Zawinul
- This Here is Bobby Timmons (1960) - med Bobby Timmons
- In Orbit (1958) - med Clark Terry
- Time Waits (1955) - med Bud Powell
- At Town Hall (1959) - med Thelonius Monk
- 5 by Monk by 5 (1959) - med Thelonius Monk
- Wynton Kelly (1960) - med Wynton Kelly
- Drums around the World (1959) - med Philly Joe Jones
- The Main Man (1977) - med Jo Jones
- Glass Bead Games (1974) - med Clifford Jordan
- Open Sesame (1960) - med Freddie Hubbard
- Louis Hayes (1960) - med Louis Hayes
- Everybody Digs Bill Evans (1958) - mes Bill Evans
- Money in the Pocket (1967) - med Joe Zawinul'

## Eksterne Henvisninger
- om Sam Jones på www.allmusic.com